# Nedzsef nemzetközi repülőtér
A Nedzsef  nemzetközi repülőtér (IATA: NJF, ICAO: ORNI) Irak egyik nemzetközi repülőtere, amely Nedzsef közelében található. Éves utasforgalma 2 579 355 fő (2019).

## Futópályák
A repülőtér futópályái:
- 10/28 (3000 m, aszfalt)

## Forgalom
Az utasforgalom az elmúlt években az alábbi módon változott:
| 2019 | 2 579 355 |

## Légitársaságok és úticélok
| Légitársaság         | Célállomások |
| -------------------- | --- |
| Aircompany Armenia   | Szezonális: Yerevan |
| ATA Airlines         | Ardabil, Mashhad, Tabriz, Tehran–Imam Khomeini, Urmia                                                                                           |
| Caspian Airlines     | Isfahan, Mashhad, Shiraz, Tehran–Imam Khomeini, Yazd                                                                                            |
| Fly Baghdad          | Cairo, Damascus, Delhi, Hyderabad, Isfahan, Karachi, Lahore, Mashhad, Tehran–Imam Khomeini                                                      |
| flydubai             | Dubai–International |
| Iran Air             | Mashhad, Tehran–Imam Khomeini |
| Iran Airtour         | Bushehr, Isfahan, Mashhad, Rasht, Shiraz, Tabriz, Tehran–Imam Khomeini                                                                          |
| Iran Aseman Airlines | Isfahan, Kermanshah, Tehran–Imam Khomeini |
| Iraqi Airways        | Ahmedabad, Baghdad, Bahrain, Beirut, Copenhagen, Islamabad, Istanbul, Karachi, Kuwait City, Mashhad, Mumbai, Sulaimaniyah, Tehran–Imam Khomeini |
| Jazeera Airways      | Kuwait City |
| Kam Air              | Kabul |
| Kish Air             | Gorgan, Kish, Lar, Mashhad, Shiraz, Tehran–Imam Khomeini                                                                                        |
| Mahan Air            | Mashhad, Tehran–Imam Khomeini |
| Meraj Airlines       | Isfahan, Mashhad, Tehran–Imam Khomeini |
| Middle East Airlines | Beirut |
| Pouya Air            | Gorgan, Kermanshah, Rasht, Yazd |
| Qatar Airways        | Doha |
| Qeshm Air            | Bandar Abbas, Mashhad, Tehran–Imam Khomeini |
| Royal Jordanian      | Amman–Queen Alia |
| Saha Airlines        | Isfahan |
| Sepehran Airlines    | Mashhad |
| Taban Air            | Mashhad, Tehran–Imam Khomeini |
| Turkish Airlines     | Istanbul |
| UR Airlines          | Bejrút, Damascus |
| Varesh Airlines      | Isfahan, Sari, Tehran–Imam Khomeini |
| Zagros Airlines      | Ardabil, Kerman, Mashhad, Tehran–Imam Khomeini                                                                                                  |